# Венгерська-Гурка
Венгерська-Гурка (пол. Węgierska Górka) — село в Польщі, у гміні Венгерська Гурка Живецького повіту Сілезького воєводства.
Населення — 4245 осіб (2011).
У 1975—1998 роках село належало до Бельського воєводства.

## Географія
У селі річка Жабничанка впадає у Солу.

## Демографія
Демографічна структура станом на 31 березня 2011 року:
|          | Загалом | Допрацездатний вік | Працездатний вік | Постпрацездатний вік |
| -------- | ------- | ------------------ | ---------------- | -------------------- |
| Чоловіки | 2078    | 430                | 1424             | 224                  |
| Жінки    | 2167    | 437                | 1266             | 464                  |
| Разом    | 4245    | 867                | 2690             | 688                  |